# Es kommt noch dicker
Es kommt noch dicker ist eine österreichisch-deutsche Fernsehserie, die seit dem 3. September 2012 bei ORF eins, beziehungsweise dem 10. September 2012 bei Sat.1 ausgestrahlt wurde. Die erste Staffel endete bei Sat.1 am 15. Oktober 2012 mit der Ausstrahlung von Folge 7. Die Serie spielt in Wien.

## Handlung
Jessica Grashoff ist Hotelmanagerin eines 5-Sterne-Wellnesshotels. Als sich eines Tages die übergewichtige Rike Schlamm als Buchhalterin bewirbt, wirft Jessica sie mit der Begründung, „sie sei zu fett und das passe nicht in ein Wellnesshotel“ hochkant hinaus.
Als ein Gewitter aufzieht und Rike von ihrem Balkon aus ein großes Werbeplakat mit Jessica sieht, wünscht sie der gertenschlanken Hotelmanagerin „all ihr Fett an den Leib“ – und das mit Erfolg. Als Jessica am nächsten Morgen erwacht, ist sie zu ihrem grenzenlosen Entsetzen um mehr als 50 Kilogramm schwerer, sodass sie von niemandem – nicht einmal von Carl, dem F&B-Manager des Hotels, mit dem sie die letzte Nacht verbracht hatte – erkannt wird. Der von ihr herbeigerufene Notarzt nimmt an, sie sei verrückt, sodass Jessica eine Geschichte erfinden muss, um nicht weiter in Schwierigkeiten zu geraten. So gibt sie sich als ihre eigene Schwester mit Namen Marie aus. Da Jessica mit ihrem jetzigen Aussehen das Hotel nicht weiterführen kann, stellt sie die nunmehr schlanke Rike als Geschäftsführerin ein und gibt sich als ihre Schwester Marie aus, die Rike von Jessica als Assistentin an die Seite gestellt worden ist.

## Besetzung

### Hauptbesetzung
| Rolle                     | Schauspieler         | Staffel | Folgen |
| ------------------------- | -------------------- | ------- | ------ |
| Jessica/Marie Grashoff    | Wolke Hegenbarth     | 1       | 1–7    |
| Friederike „Rike“ Schlamm | Theresa Underberg    | 1       | 1–7    |
| Carl Schubert             | Manuel Witting       | 1       | 1–7    |
| Manu M.                   | Edita Malovcic       | 1       | 1–7    |
| Oleg                      | Bürger Lars Dietrich | 1       | 1–7    |
| Stefan Obermayer          | Julian Weigend       | 1       | 1–7    |
| Frank Gerlach             | Stefan Puntigam      | 1       | 1–7    |
| Klaus „Klausi“ Schwegler  | Daniel Keberle       | 1       | 1–7    |

### Gastdarsteller
| Rolle                                             | Schauspieler         | Folge |
| ------------------------------------------------- | -------------------- | ----- |
| Toni                                              | Max Schmiedl         | 1–7   |
| Thomasz (Kollege von Oleg)                        | Attila Beke          | 1–7   |
| Roman Berger                                      | Steffen Groth        | 2     |
| Robert Steinke                                    | Michael Rotschopf    | 3     |
| Sylvia Steinke                                    | Elisa Maria Seydel   | 3     |
| Olivia Angel                                      | Tanja Wenzel         | 3     |
| Schröder                                          | Andreas Guenther     | 4     |
| Frau Schröder                                     | Eva Neubauer         | 4     |
| Frau Hattenberger                                 | Silvia Wohlmuth      | 4     |
| Masseur                                           | Hendrik Borgmann     | 4     |
| Arzt aus Klinikum                                 | Peter Raffalt        | 4     |
| Angestellte im Wellnessbereich bzw. Zimmermädchen | Agnes Hausmann       | 4 + 6 |
| Simone Grashoff                                   | Sonja Kirchberger    | 5     |
| Nadine Kemper                                     | Laura Jungwirth      | 5     |
| Alice Kemper                                      | Patricia Aulitzky    | 5     |
| Martin Kemper                                     | Jacob Weigert        | 5     |
| Krankenschwester                                  | Sonja Chan           | 5     |
| Leiterin des Therapiezentrums                     | Veronika Polly       | 5     |
| Teilnehmerin am Kurs im Therapiezentrum           | Bettina Schwarz      | 5     |
| Chefköchin im „Fitz“                              | Susanna Hirschler    | 5     |
| Ella Sandvoss                                     | Mirjam Weichselbraun | 6–7   |
| Katharina Renz                                    | Katja Weitzenböck    | 6     |
| Fitnesstrainer                                    | Philipp Bernhard     | 6     |
| Sophia                                            | Katrin Filzen        | 7     |
| „Wetterfee“                                       | Christa Kummer       | 7     |

## Hintergrund
Die Dreharbeiten zur ersten Staffel dauerten vom 5. März 2012 bis zum 15. Juni 2012 und fanden sowohl in Wien als auch im Falkensteiner Balance Resort im burgenländischen Stegersbach statt. Der Hotelbetrieb lief während der Produktion weiter. Die beiden Hauptdarstellerinnen Wolke Hegenbarth und Theresa Underberg mussten für ihre jeweilige Verwandlung in die fülligere Version ihrer Figur jeden Drehtag bis zu vier Stunden in der Maske zubringen. Für die nötige Leibesfülle sorgte ein Fettanzug, der bei Hand- und Fußgelenken abschloss und vierzig zusätzliche Kilogramm vortäuschte. Ihre Gesichter wurden von der Maskenbildnerin Montse Ribé gemeinsam mit David Martí wiederum mittels Silikonschichten aufgepolstert. Hegenbarth, die zeitweise von zwei Doubles vertreten wurde, beschrieb den Dreh im Fettanzug als „sehr anstrengend“. Nicht nur die Schminkprozedur, sondern auch das Arbeiten mit den zusätzlichen „Kilos“ sei beschwerlich gewesen. So habe man ihr in ihr Kostüm „einen Coolsuit mit Kabelanschluss an eine Kühlbox“ eingebaut.

## Episodenliste
Die Erstausstrahlung der ersten beiden Folgen fand auf ORF Eins statt. Die restlichen Folgen wurde von Sat.1 emotions erstausgestrahlt.
| Nr. (ges.) | Nr. (St.) | Originaltitel      | Erstausstrahlung | Zuschauer |
| --- | --------- | ------------------ | ---------------- | --------- |
| 1 | 1         | Die Verwandlung    | 3. Sep. 2012     | 2,50 Mio. |
| Jessica und Rike tauschen die Körper, die gertenschlanke Hotelmanagerin wacht mit dem Körper der pummeligen Rike auf und umgekehrt. Jessica schämt sich mit dem dicken Körper und macht Erfahrungen, die ihr als schlanke Frau erspart geblieben sind. |           |                    |                  |           |
| 2 | 2         | Der Friseur        | 10. Sep. 2012    | 2,74 Mio. |
| Der Starfriseur Roman Berger (Steffen Groth) hat sich im Hotel angesagt. Ein großes Event ist geplant. Als Bergers Perücke abhandenkommt – kaum jemand weiß, dass der große Haarstylist eine Glatze hat –, bringt Marie ihn dazu, zu sich zu stehen und die Show trotzdem durchzuziehen, und tatsächlich wird sie ein Erfolg. |           |                    |                  |           |
| 3 | 3         | Blackout           | 11. Sep. 2012    | 2,11 Mio. |
| Jessicas Vorgesetzter Robert Steinke (Michael Rotschopf) reagiert sehr verärgert, als er von den eigenmächtigen Personalveränderungen im Hotel „Fitz“ erfährt. Nach einem unliebsamen Vorfall kündigt er Marie und auch Rike. Manu, die von jeher meint, dass ihr Jessicas Posten zusteht, sieht sich schon am Ziel ihrer Wünsche. Es kommt zu einer turbulenten Nacht zwischen Rike, Steinke und Olivia Angel (Tanja Wenzel), deren Koffer vertauscht wurde. Nach einem Blackout aller Beteiligten kann Marie den Sachverhalt aufklären, und am Ende ist die Kündigung vom Tisch. |           |                    |                  |           |
| 4 | 4         | Der Tote           | 18. Sep. 2012    | 2,11 Mio. |
| Als die neue Hotelchefin Rike sich bückt, platzt ihr superkurzer Rock und gibt den Anblick auf ihren nur mit einem Stringtanga bedeckten Po frei. Der Hotelgast Schröder (Andreas Guenther) bricht bei diesem Anblick tot zusammen. Da gerade eine Hoteltesterin (Silvia Wohlmuth) im Hotel ist, die von dem Todesfall nichts mitbekommen soll, wird die Leiche im Haus hin- und hergeschoben. Frau Schröder (Eva Neubauer) informiert Rike und Marie darüber, dass ihr Mann an Narkolepsie leide und manchmal einfach umkippe und wie tot wirke. Und dann erfährt Carl von der Hoteltesterin Hattenberger auch noch, dass Schröder am Morgen inkognito eingecheckt habe, da er ebenfalls Hoteltester sei. |           |                    |                  |           |
| 5 | 5         | Kinder             | 25. Sep. 2012    | 1,65 Mio. |
| Im Hotel taucht unerwartet Jessicas Mutter Simone (Sonja Kirchberger) auf, die nichts von der Veränderung ihrer Tochter weiß und sehr viel Wert auf gutes Aussehen, Stil und Selbstdisziplin legt und der Ansicht ist, nur so könne man Erfolg im Leben haben. Sie erkennt ihre eigene Tochter nicht und Marie will die Wahrheit auch lieber geheim halten. Als ihre Mutter sich jedoch mit Carl verabredet, muss Marie aktiv werden. Und dann gibt es noch das Problem mit einem pummeligen, unglücklichen Mädchen (Laura Jungwirth), das von seinen Eltern (Jacob Weigert + Patricia Aulitzky) sogar im Hotel vergessen wird. Die Kleine gibt Marie die Kraft, ihrer eigenen Mutter die Wahrheit zu gestehen. Maries Mutter tut jedoch das, was sie immer tut, wenn Probleme auftauchen: sie will sich damit nicht auseinandersetzen und reist ab. |           |                    |                  |           |
| 6 | 6         | Der Tanzwettbewerb | 2. Okt. 2012     | 1,45 Mio. |
| Im Hotel findet der alljährliche Charity-Tanzwettbewerb statt, an dem die gesamte Führungsriege teilnehmen soll. Im Vorjahr haben Carl und Jessica überlegen gewonnen. Marie möchte in diesem Jahr zunächst nicht mitmachen, überlegt es sich aber doch anders. Sie tritt mit Oleg an und besiegt Carl, der mit einer ehemaligen Schulkameradin (Mirjam Weichselbraun), die jetzt als Fitnesstrainerin im Hotel arbeitet, tanzt. Marie stellt Klaus als neuen Hoteltechniker ein, was zu Problemen zwischen ihm und Rike führt. Außerdem muss der Selbstmord eines lebensmüden Hotelgastes (Katja Weitzenböck) vereitelt werden. |           |                    |                  |           |
| 7 | 7         | Ein magischer Tag  | 9. Okt. 2012     | 1,83 Mio. |
| Genau ein Jahr ist seit der Verwandlung von Jessica und Rike vergangen. Als Rike feststellt, dass ihr jede Waage ein viel zu hohes Gewicht anzeigt, und dann auch noch erfährt, dass laut Wetterprognosen am Abend mit einem Gewitter – wie am Abend der Verwandlung – zu rechnen ist, befürchtet sie, dass sie und Marie sich zurückverwandeln könnten. Als aber infolge eines Missverständnisses ihre schon länger kriselnde Beziehung mit Klaus beinahe zerbricht, erkennt sie, dass sie vor ihrer Verwandlung glücklicher war, und wünscht sich nun ihren alten Körper zurück. Marie wird von Oleg zu einem Rendezvous eingeladen, glaubt aber, dass die Einladung von Carl kommt. Entsprechend enttäuscht ist sie, als sie die Wahrheit erkennt. Weinend flieht sie in ein Taxi, wo sie sich mit Sekt betrinkt. Während ihrer Fahrt nach Hause bekommt Marie einen Anruf von Rike, dass sie sofort auf die Dachterrasse des Hotels „Fitz“ kommen soll. Rike meint, dass sie genug von diesem stressigen schlanken Leben habe, das ihr viel zu anstrengend sei und dass sie wieder mit Klaus glücklich sein wolle. Marie trifft bei ihrem Weg nach oben auf Carl und Ella. Verheult und angetrunken wie sie ist, erzählt sie ihm, dass sie sich schon fast zwei Jahre kennen würden und dass er gar nichts über sie wisse und sie sei nicht Marie und auch nicht dick. Carl ist total verwirrt und wird nicht klug aus dem, was sie von sich gibt. Als er ihr aufs Dach nachkommt, schlägt ein Blitz ein und Bilder der dünnen und der dicken Jessica/Marie vermischen sich. Was nun passiert, bleibt offen. |           |                    |                  |           |

Anmerkungen
1. ↑  Die Quoten beziehen sich auf die Erstausstrahlungen auf Sat.1.

## Kritik
„Mit cool-stylischem Hotelambiente, vorhersehbar amüsanten Frotzeleien mit einem attraktiven Kollegen und giftigen Fetzereien mit einer ehrgeizigen Sekretärin bietet die Serie einen eingängigen Rahmen. Darin erleben die beiden Heldinnen nicht nur ihre äußere, sondern schließlich auch eine innere Wandlung. Denn Dicksein prägt auch die Seele und das Selbstbewusstsein. Doch am Ende zählen – tröstlich und politisch korrekt zugleich – Herz, Können und Charakter.“

„Alles in allem ist Es kommt noch dicker nicht die Innovation, die Sat.1 mit seinen anderen beiden Serien Danni Lowinski und Der letzte Bulle gelungen ist. Genau das könnte letztlich auch eines der größten Probleme des Formats sein. Dennoch wurde eine schöne, freundliche Welt mit interessanten Charakteren geschaffen, die durchaus als verfolgenswert bezeichnet werden darf.“

„Es gibt wesentlich Schlimmeres aus deutscher Produktion. Man kann bei Es kommt noch dicker also ruhig mal reinschauen. Der ganz große Wurf ist es aber leider nicht. Dazu mangelt es trotz eines im Kern richtigen Ansatzes einfach an der Originalität.“

## DVD-Veröffentlichung
Die komplette erste Staffel erschien am 31. Oktober 2012 auf DVD.